# Сімферопольське музичне училище імені Петра Чайковського
Кримський республіканський вищий навчальний заклад «Сімферопольське музичне училище ім. П. І. Чайковського» —  музичний заклад вищої освіти 1 рівня акредитації. Є центром академічного, професійного музичного мистецтва Криму. Акредитоване за фахом 5.020205 «Музичне мистецтво». 
На базі Сімферопольського музичного училища працює факультет Донецької державної музичної академії ім. С. С. Прокоф'єва (I—II рівень акредитації, форма навчання заочна). З 2014 року працює під окупаційною структурою «Міністерство культури республіки Крим».

## Історія

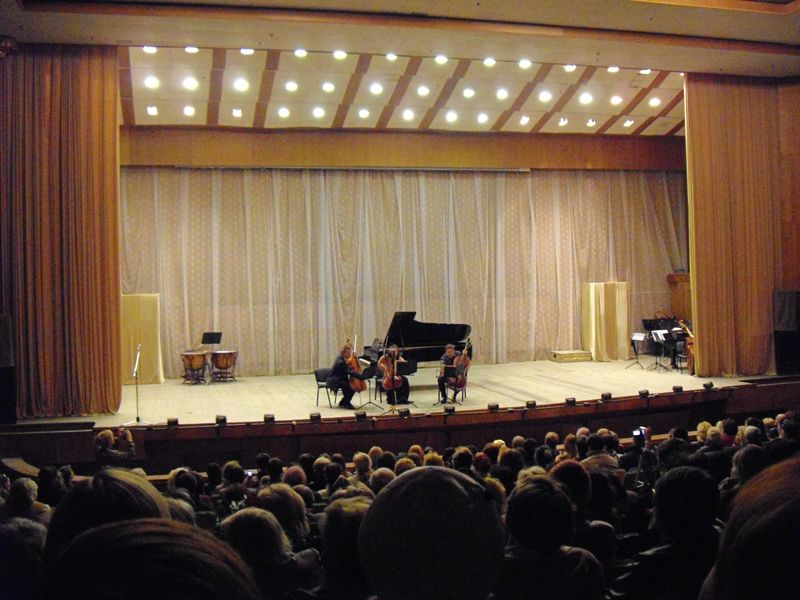
Концертний зал

У 1909—1912 відомий композитор С. В. Рахманінов брав участь у діяльності Російського музичного видавництва С. А. Кусевицького, був віце-президентом Імператорського Російського музичного товариства. У цей період у губерніях відкривалися відділення Російського музичного товариства. Як інспектор Російського музичного товариства Рахманінов був присутній на відкриттях відділень. У 1910 році в Сімферополі було відкрито відділення Російського музичного товариства. У 1911 році в музичному технікумі навчалося близько 100 дітей.
У перші роки технікум очолював викладач класу віолончелі Петро Федоров, клас теорії та гармонії вів учень М. Римського-Корсакова композитор Іван Чернов. Багато викладачів та учнів грали у самодіяльному симфонічному оркестрі, який став центром музичної культури Сімферополя. Виступали знамениті диригенти: В. Сук, М. Малько, Л. Штейнберг, піаністи зі світовим ім'ям — В. Горовиць, Е. Петрі, скрипалі М. Мільштейн, М. Ерденко, Д. Ойстрах. В оркестрі грав І. Дунаєвський.
У 1937-му році музичний технікум був перейменований в Сімферопольське музичне училище. А через три роки йому присвоїли ім'я Чайковського.
У повоєнний час колектив склали викладачі, які повернулися з фронту: П. Шольц, Л. Хейфец-Поляковський, Є. Євпак, А. Каплун, Т. Зіновенко, В. Кравченко, С. Коган, А. Титов, М. Жорняк, В. Теплов. Більше тридцяти років завідувала фортепіанним відділенням І. Бріскіна.
На початку сімдесятих стартує будівництво великого двоповерхового будинку і концертного залу. У цьому будівництві брали участь самі педагоги та студенти. У 1978 було закінчено будівництво сучасної будівлі. 23 квітня 2010 училище відзначило столітній ювілей.
Станом на початок 2010-х років в училище працювали такі факультети:
- Фортепіано;
- Струнні інструменти (скрипка, альт, віолончель, контрабас);
- Духові та ударні інструменти (труба, тромбон, валторна, туба, флейта, гобой, кларнет, саксофон, фагот);
- Народні інструменти (баян, домра, балалайка, гітара, акордеон, бандура);
- Спів;
- Хорове диригування;
- Теорія музики.

Викладацький склад склад налічує понад 150 викладачів, з яких 15 мають Почесні звання, близько 40 % — вищу педагогічну категорію, звання «Старший викладач», «Викладач-методист». 
Серед відомих випускників — композитори А. С. Караманов, О. Лебедєв, Г. Успенський, Т. Ростімашенко, М. Чулак, заслужені діячі мистецтв, артисти В. Бунчіков, А. Стасевич, Є. П. Капітонов, музикознавці О. Афоніна, В. Бобровський.

## Сучасність
З 2014 року працює в умовах окупаційної влади. Відповідний документ окупантів видано 1 вересня 2014 року як розпорядження «Совета министров Республики Крым» «О ликвидации крымских республиканских высших учебных заведений и создании государственных бюджетных образовательных учреждений культуры и искусства Республики Крым». Перелік спеціальностей суттєво не змінився.